# 환상교향곡
《환상교향곡 작품번호 14》(프랑스어: Symphonie fantastique: Épisode de la vie d'un artiste ... en cinq parties, 영어: Fantastical Symphony: Episode in the Life of an Artist ... in Five Sections)은 엑토르 베를리오즈가 작곡한 교향곡이다. 첫 공연은 1830년 12월 5일 파리 음악원에서 했다.
'어느 예술가의 일생의 이야기'라는 부제가 달린 이 교향곡은 베를리오즈의 출세작이다. 베를리오즈는 여배우 스미드슨에 대한 열렬한 사랑을 이루지 못하고 실연하자 그 상처와 지옥의 고뇌에서 벗어나려고 작곡한, 말하자면 이는 청년 작곡가 베를리오즈의 자화상이기도 하다. 베를리오즈 자신의 설명에 따르면, 병적인 관능과 강렬한 상상력을 지닌 한 청년 예술가가 광련(狂戀) 끝에 아편으로 음독자살을 꾀한다. 그런데 복용량이 적어 혼수상태에 빠져 기괴하기 이를 데 없는 환상을 본다―는 이야기이다. 꿈, 정열, 무도회, 전원풍경, 단두대에의 행진, 발푸르기스 밤의 악몽이라는 5악장으로 된 표제음악적인 구성을 가진다. 연인을 상징하는 기본주제(고정악상)가 각 악장에 모습을 바꾸어 나타나는 것은 베를리오즈의 창안(創案)인 새로운 시도이다. 여러 가지 감정이나 극적 전개를 자유분방하게 묘사한 로맨티시즘의 색채가 짙은 새로운 형태의 교향곡이다.

## 악기 편성
- 목관악기: 플루트2(하나는 피콜로 겸함), 오보에2(하나는 잉글리시 호른을 겸함, 3악장에서 제1오보에 주자는 잠시 무대 뒤에서 연주), 클라리넷2(하나는 내림 마조 클라리넷을 겸함), 바순4
- 금관악기: 호른4, 코넷2, 트럼펫2, 트롬본3, 튜바2[1]
- 타악기: 팀파니4(연주자 4명)[4명이 연주하는 3악장이 아닌 나머지 악장은 모두 2명이서 연주], 심벌즈, 작은북(4악장에서만), 큰북, 종(다(C), 사(G))[5악장에서만]
- 현악기: 하프2(2악장에서만), 제1바이올린(적어도 15), 제2바이올린(적어도 15), 비올라(적어도 10), 첼로(적어도 11), 더블베이스(적어도 9)